# 木牌坊
木牌坊又名诰封副使坊，是一座明代古建筑，位于山西省晋中市和顺县县城中和街北门，与山西省文物保护单位石牌坊相隔30米。
2003年1月15日，木牌坊公布为晋中市文物保护单位。